# Reino shilluk
El reino Shilluk estaba situado siguiendo la orilla del río Nilo Blanco, en el actual estado de Sudán del Sur. Su capital y residencia real era en la ciudad de Fashoda. Según su historia local y los registros de los estados vecinos, el reino fue fundado a mediados del siglo XV por su primer dirigente, el semidiós Nyikang. Durante el siglo XIX, los shilluk sufrieron agresiones militares por parte del Imperio otomano y, posteriormente, la colonización británica del Sudán anglo-egipcio.
Actualmente, el rey shilluk no es un líder político independiente, pero mantiene el título de jefe tradicional a los gobiernos del Sudán del Sur y del Sudán. La monarquía (la Reth ) ha tenido una naturaleza tanto política como religiosa. El monarca era el garante del orden social; su salud y de la nación estaban interrelacionadas. La adoración se realizaba en rituales inspirados por el mito nacional de Nyikang, el primer Reth. La monarquía Shilluk y las creencias de su pueblo fueron estudiadas en 1911 por Charles Seligman,  y en 1916 por parte del antropólogo británico James George Frazer en The Golden Bough. Seligman describió la forma de gobierno de los shilluk como una «monarquía sagrada».

## Geografía y población

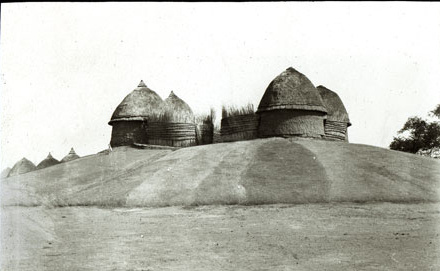
Aturwik, montículo y capital del rey xhiluk en Kodok, con sus cuatro cabañas construidas en la cima. Fotografía de Charles Gabriel Seligman (1910).

El reino estaba situado a lo largo de una región de tierra localizada alrededor de los márgenes oriental y occidental del Nilo Blanco y el río Sobat, desde el lago No hasta alrededor de 12º de latitud al norte. Los shilluk están muy emparentados con otros grupos étnicos comunes en Sudán del Sur, como los nuer y los dinka (sus vecinos al sur y al este, respectivamente). Su lengua está emparentada con la que utiliza el pueblo Anuak , situado cerca de los ríos Baro y Pibor .
El nombre para la lengua shilluk deriva de su versión inglesa (shilluk), que a su vez proviene de la versión arábiga de la forma en que los propios shilluk la denominan: ( dhog cøllø), siendo dhog la palabra shilluk para "lenguaje" y "boca". Este hecho sugiere un origen común entre los acholi, otro grupo que vive en la frontera entre Uganda y Sudán del Sur, y los luo, de las fronteras de Tanzania, Kenia, la República Democrática del Congo, la República Centroafricana  y Etiopía (Anuak).
Como la mayoría de los pueblos nilóticos de Sudán del Sur (como los nuer y los dinka]], los shilluk practicaban una ganadería seminómada de subsistencia, con algunos componentes agrícolas. Su sistema social era igualitario, donde los rebaños de ganado tenían un gran valor simbólico. el estilo de vida de los shilluk modernos es bastante similar, con la excepción de que los rebaños son más pequeños. fueron sedentarios porque la tierra alrededor del Nilo Blanco es mucho más fértil que en ningún otro lugar de la región. Su cultivo de la durra, una variedad de sorgo (mijo), los convirtió en un pueblo agrícola relativamente próspero, con la excepción de los períodos prolongados de sequía. Hoy en día, la población shilluk se estima en 1,7 millones de habitantes (datos de 2005); durante el siglo XIX se estima que eran unos 200.000, viviendo en cientos de pueblos. El reino se dividía en dos provincias: Gheris (Garo), al norte, y Luaka (Lwagø), al sur. A su vez, estas provincias se dividían en zonas.

## Cultura

### Estructura social

#### Linaje (Kwa)
La palabra Kwa significa "abuelo" o "ancestro". Kwaarø y Kwara tienen significados similares, pero implican descendencia: "nieto" y "abajo". Son los equivalentes shilluk para definir las palabras "linaje" y "clan". Los miembros de un Kwa descienden del mismo ancestro, el Kwara Kwa; Kwara Okëëlø representan los descendientes de Okëëlø (el nombre de una persona). Este sistema también se utiliza mediante caracteres legendarios. Se han estudiado más de 100 apellidos, y debía conocer el linaje de uno mismo.
Algunos ejemplos de Kwa son:
- El Kwa Ajal, fundado por jalón, un exiliado con Nyikaangø (Nyikang).
- El Kwa mono, fundado por mono, un siervo que Nyikaaŋø encontró cuando llegó al país xíl·luk.
- El Kwa Ju, fundado por Ju, medio hermano de Nyikaangø.
- El Kwa Tugia, fundado por Tugø, un espíritu que Nyikaangø que encontró en un río.
- El Kwa Tuga, fundado por Tuga, un árabe cuya hermana se casó con Nyikaangø.

#### Grupo ( Pödhø )

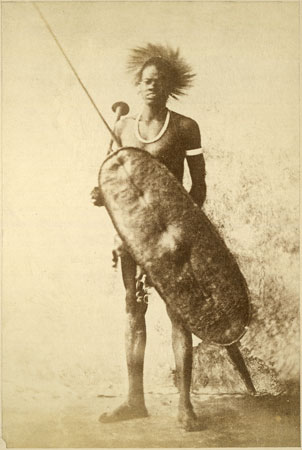
Guerrero shilluk de finales del.

El pödhø, o agrupamiento, se puede referir a cualquier conjunto agrupado, el país shilluk, un grupo o una federación. En el último contexto, pödhø se refiere a un grupo de pueblos habitados por diversos linajes que se unen en defensa mutua bajo un mismo líder. Esta federación de cascos es la base de la estructura tribal shilluk. La región dispone de un centenar de pödhø.
Antes y durante la colonización británica, estos apellidos se unieron contra el peligro de las guerras tribales. Sin embargo, durante los períodos de paz las comunidades se disolvieron como consecuencia de los conflictos internos; muchas personas sufrieron un conflicto con las alianzas entre el líder de su podh y el líder de su Kwara.
Originalmente, Nyikang otorgó a cada linaje un podh como el territorio de su hogar. Si su línea todavía existe, es considerado el propietario de la tierra, y sus miembros se conocen como dyil. Las otras líneas que viven en esta área, provenientes de migraciones posteriores, son conocidos como wëdhdh. Si la familia dyëll que gobierna se extingue, los derechos pasan al segundo apellido más antiguo de la zona. El linaje de dyëll, teóricamente, provee del podh su líder, pero la autoridad puede revertir en el linaje más importante. En este caso, el apellido original retiene su prestigio y los derechos de propiedad de la tierra. Algunos grupos (como los Odong Panyikang) han adoptado un sistema de rotación de la autoridad entre las dos (o tres) líneas más importantes.

#### Poblados (Pajø)

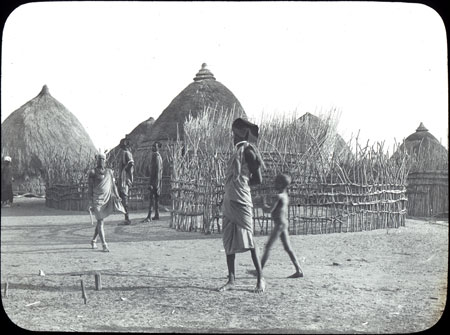
Pajø shilluk

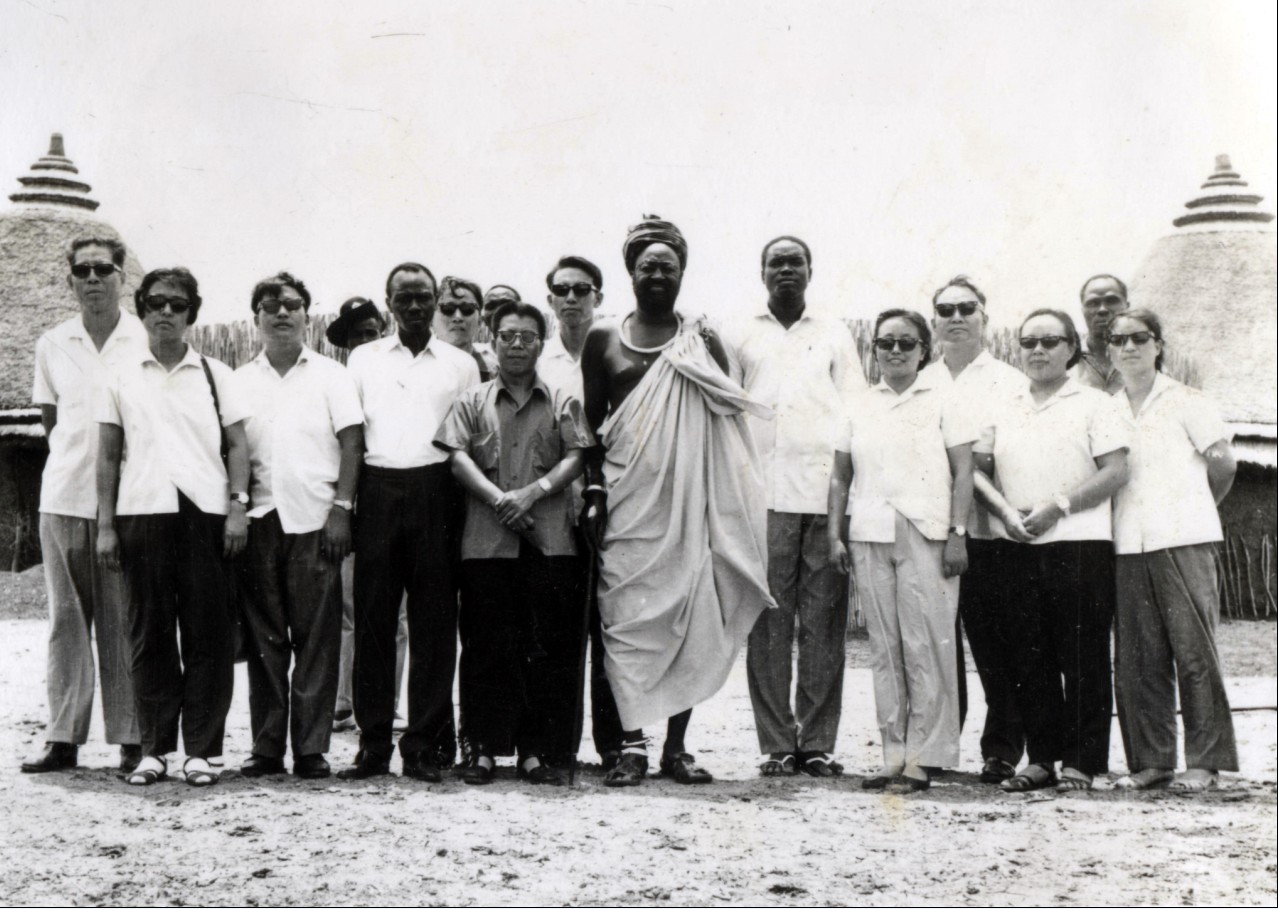
Rey shilluk, Ayang Aney Kur, con chinos. Fashoda, 1979

Dentro de cada grupo ( podh ) hay poblados (pajø). El pac está habitado por individuos del mismo linaje. Algunos poblados están formados por solo dos viviendas, mientras que otros pueden tener más de cincuenta. El pajø también es una familia en el sentido más amplio. Una vivienda tradicional consiste en dos cabañas (gol), separadas por un pequeño espacio cerrado por conjuntos de mijo o por matorrales de hierba. Las casas eran construidas alrededor de un espacio común destinado a cabras y vacas. Una cabaña más grande (lwagø) servía como almacén durante la estación de las lluvias. Durante el resto del año, este espacio servía para alojar visitantes extranjeros y como en casa de la villa.
Por extensión, gol o "kalø" o ("casa") también significa "familia". En este último significado, el gol es la unidad más pequeña de la sociedad shilluk. Un hombre que no está casado no dispone de su propia casa; los individuos que no están casados están ligados al gol de sus padres. Si su padre muere, la persona soltera vivirá en el gol de su hermano mayor casado. El propietario de la casa es el jefe de la familia, responsable de sus habitantes y del rebaño de la familia. Desde que el remedio tradicional por una ofensa es el pago en ganado, el jefe de la familia es el responsable de las ofensas.

### Clases sociales
El pueblo shilluk está dividido en cuatro clases sociales.

#### Kwareth
Els Kwareth (kwa, "ancestro"; reth, "rey") es el clan real de los descendientes de Nyikang. Este grupo está muy distribuido, teniendo sus miembros el mayor número de esposas. Aunque actualmente no tiene ningún tipo de autoridad política, los miembros de esta clase componen la aristocracia rural. Estos miembros tienen uno de estos cuatro títulos:
- Reth : el regente, que se sucede a través del primogénito.
- Nyireth : príncipe o princesa; si es macho, el presumible heredero.
- Nyareth : hijo de un nyireth.
- Kwara Nyireth : hijo de un nyireth menor.

#### Ororo (Ororø)
Los ororo son una rama de la familia real que ha perdido su lugar en la línea de sucesión. Sus miembros son similares al resto de la población, con la excepción de sus funciones rituales, en conexión con la realeza.
Durante el reinado del rey Odaagø, los xhilluk fueron derrotados por los dinka tras una batalla contra los Anuak . Tras este revés, se decidió en un consejo de guerra alistar a todos los príncipes para combatir el siguiente día. El ejército así reclutado cruzó el río para combatir, con la excepción del príncipe Duwadh (Dïwäädø Wad Ocøllø). La batalla fue una masacre en la que murieron todos los príncipes. Así, Duwadh se convirtió en rey, y una de sus primeras medidas fue rebajar los hijos de los príncipes caídos en la clase Cøllø. Desde entonces, sólo los descendientes de Duwadh podían ser elegidos para pertenecer a la clase Kwara Reth. Aquellos que fueron descendidos fueron llamados Ororo ( "hijo de una multitud de niñas pequeñas").

#### Chollo (Cøllø)
Esta clase incluye la mayoría de los clanes xhilluk, así como la mayoría del pueblo mismo. Sus miembros son descendientes de la Nyikang colateral (clanes Jur , o dhø kalø ), los descendientes de los campeones de Nyikang en el exilio (clanes Abögø , Mööyø o Kwa'julø ), o Kwa'Jängø, los nacidos de otros pueblos en el país de Xhilluk (el clan Kwa'Jängø era, originariamente, un clan dinka), así como los descendientes de los pueblos que se establecieron en el país antes de la llegada de Nyikang (el clan Oman ). Los Kwa'Mööyø eran, originariamente, descendientes nuer del reino (Cøllø) Xhilluk.

#### Bang Reth:Bangng Rädhø
Los Bang Reth, son la clase propiedad del rey. Está formado por dos grupos: el primer grupo incluye sus mujeres reales y las viudas de los reyes muertos; mientras que el segundo incluye siervos (descendientes de esclavos capturados en razias, o voluntarios bajo la protección del rey como consecuencia de la condena de un crimen violento).

## Historia

### Orígenes y migración
La leyenda del pueblo xhilluk traza sus orígenes en un héroe conocido como Nyikang, el primer Reth. Nyikang era el hijo de otro rey, Okwa, que gobernaba un país situado "lejos, al sur, cerca de un gran lago". Este podría ser el lago Albert, donde vive el pueblo acholi . Tras la muerte de Okwa, Nyikang fue a la guerra con su hermano, Duwadh, el sucesor legítimo al trono. Derrotado, Nyikang se fue de su casa con sus seguidores y emigró hacia el noreste, hacia Wau (cerca del Río el-Ghazal, «río de las Gazelas» en árabe). Allí (conocido por los xhilluks como Pothe Thuro), Nyikang se casó con la hija de Dimo, el mago local. Hacia el 1550, tras un conflicto con Dimo, Nyikang migró al norte (cruzando el río el-Ghazal) hasta llegar a Acietagwok (un pueblecito xhilluk situado a unos 30 km al oeste del pueblo de Tonga). Nyikang, entonces, viajó hasta Nyilual, una región inhabitada al oeste de la ciudad actual de Malakal.

### Reino

El estado xhilluk en el Sahel, en 1750.

#### Conflictos fronterizos
Durante el siglo XVII, para asegurarse un extra de recursos, los xhilluk atacaron y saquearon poblaciones vecinas situadas al norte y al sur, siguiendo el curso del Nilo Blanco. Estos saqueos, normalmente, los realizaban los fines de los podh (conjuntos de pueblos federados). El rey xhilluk (reth) no era una excepción; el reth del sur enviaba a sus guerreros xhilluks corriente arriba hasta territorio dinka. Reservándose la mejor parte del botín para sí mismo, el reth incrementaba sus posesiones y su influencia en el país xhilluk, mediante sus fuerzas armadas, Bath Reth. La época exacta en que tuvieron lugar estos acontecimientos aún no se ha podido precisar, y no está probado si el reth era de una única dinastía o coexistieron varios reth al mismo tiempo. En este segundo caso, podrían haber existido una docena de dinastías diferentes
Entre el reinado del rey Odaka Ochollo (alrededor de 1.600 hasta 1635) y 1861, los xhilluk intentaron expandir sus territorios, mediante la fuerza, por su frontera norte. La porción del valle del Blanco Nilo situada entre los pueblos de Muomo y Asalaya no era demasiado favorable a la agricultura; no obstante, la sabana situada más al norte era muy abundante en caza, pescado y miel. Para controlar el comercio a través del Nilo Blanco, Odaka Ochollo se alió con el Sultanato de Darfur, ayudándole en su guerra contra los Funj de Sennar.
Hacia 1630, los dinka situados al sur y al oeste del país Xhilluk invadieron la frontera sur del Sultanato de Sennar. La progresión de los dinka continuó a lo largo de los siglos XVII y XVIII, llegando a la región de Gezira. Antes de que este hecho cambiara la balanza estratégica, los xhilluk y los funj se unieron para combatir los dinka. Este hecho marcó el inicio de los lazos económicos entre los xhilluk y otros grupos étnicos (funj, árabes, mercaderes europeos y mahdiyya).

#### Edad de oro
Después de 1650 la población xhilluk, a pesar de su diversidad, parece que adquirió un sentido de unidad nacional, acompañada de un fortalecimiento de la autoridad real. El reth y un gobierno más centralizado establecieron un monopolio de los recursos económicos y del comercio. Esta consolidación se debe, principalmente, a los éxitos militares del monarca xhilluk Dhokoth (circa 1670 hasta 1690). Los saqueos se siguieron realizando corriente arriba del Nilo Blanco en territorio dinka y, al oeste, en los Montes Nuba.
En 1684, una sequía destruyó los cultivos de los xhilluk. Guiados por el hambre, muchos hombres tomaron las armas y descendieron por el río hasta los pueblos arabizados del actual Sudán. Estos saqueos se preparaban desde el río; los hombres, desplazándose en canoas, asaltaban las regiones árabes del norte. En este periodo, el Nilo Blanco se conocía como Bahr al-Scheluk , el "río de los xhilluk". El rey Tugø (Radha Tugø) (circa 1790-10), hijo de Radha Dhøköödhø, fundó Kodok como la residencia permanente de los reyes xhilluk, además de establecer un conjunto de rituales elaborados y ceremonias de investidura.
|En el transcurso del siglo XVIII, el poder del Sultanato de Sennar declinó. Los reyes xhilluk tomaron la desaparición de Sennar de la escena política como una oportunidad para fortalecer su posición en la frontera norte. Las caravanas se encontraban bajo la influencia de los reyes xhilluk, aprovechándose del servicio de transporte que los xhilluk habían dispuesto para aquellos mercaderes que desearan cruzar el Nilo Blanco hasta Asalaya, cuando viajaban entre Sennar y El Obeid .

#### Declive y restauración
En 1786, el Sultanato de Sennar funj inició un período de declive. El sultán Adlan II tenía problemas en su guerra contra la tribu Hameg, establecida en el sur de la ciudad de Er Roseires, tras 30 años de anarquía y saqueos por parte del jeque Nasser Hameg. En 1820, el virrey de Egipto, Muhammad Alí , inició su campaña en el sur para conquistar Sudán. Aquel año, las tropas turco-egipcias de Ismail Pachá también acabaron con el Sultanato de Funj. Así, la confrontación entre los otomanos y los xhilluks se hizo inevitable. Comenzando en 1821, a pesar de la resistencia que plantaron los xhilluks, la frontera norte comenzó a ceder territorio. Fueron atacados por árabes y turcos que buscaban ganado y esclavos. Durante el reinado del reth Nyokwejø (Yor, Nyokwejø Wad Kwondïd (Nyikwëyø) Kwara Okon Wad Tugø) (circa 1.780 a 1.820) una fuerza conjunta formada por los pueblos dinka y nuer cruzó el río Sobat, lo que supuso la pérdida total del control del Nilo Blanco por parte de los xhilluks. Hacia el 1865, el reino Xhilluk había perdido parte de su entidad política. Actualmente el reino Xhilluk (Chollo) se conoce, por parte de los sudaneses, como Pödh chollo (Sudán), a partir de la independencia de la República del Sudán, en 1956, y hasta hoy en día. Actualmente, el reino Xhilluk forma parte de la República del Sudán del Sur.

## Religión y mitología

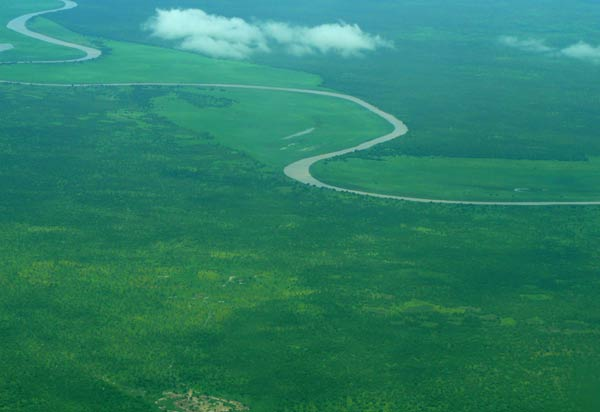
El río Sobat en Sudán del Sur, el primer lugar donde el rey Nyikang fundó el reino de Xhilluk.

### Linaje de Nyikang
Los xhilluk, como muchos otros pueblos nilóticos, no daban mucha importancia a la cosmología. En cambio, los xhilluk se centraban en una figura, cuya vida había sido tan larga que estaba rodeaba de mitos: el rey Nyikang. Sus orígenes se consideraban divinos: una vaca blanca llamada  Dhyang Adugø llevaba una calabaza, cuando fue el momento, de allí salió un hombre llamado Köölø, Pöölø. Kolo engendró Omaarø, quien a su vez engendró Wäd Möölø quien posteriormente engendraría a Okwä.
Se decía que Okwa había visitado un banco de arena en el río cuando vio dos mujeres jóvenes muy bonitas, Nyakayo y Ongwak, que salían del agua. Tenían el pelo muy largo, y parte de sus cuerpos tenían forma de cocodrilo. Okwa las tomó por la fuerza; sus gritos alertaron a su padre, Dunyel Ju'Okwa, que se encontraba allí cerca. Dunyel era un hombre en la mitad derecha de su cuerpo, y un cocodrilo por la parte izquierda. Tras una discusión, Dunyel aceptó entregar a sus dos hijas a Okwa a cambio de una dote muy generosa. Nyakayo parió varios niños; algunos consideran que Nyikang era el mayor, pero otros afirman que era el más pequeño. Otra tradición asegura que el hermano gemelo de Nyikang era Duwat (Dïwäädɔ). Una creencia popular conecta la confluencia del río Sobat con el Nilo Blanco como la casa de Nyakayo.

### Exilio
La muerte de Okwa inició un conflicto entre Nyikang y su hermano Duwat sobre quién debía ser el sucesor del trono. Duwat se convirtió en rey, pero Nyikang no quiso jurarle lealtad, decidiendo en cambio desplazarse a otro lugar con toda su familia. Los nombres varían según la versión del mito, aunque Omoli Ju (Omööli Ju), Ju Nya Okwä se suelen mencionar.
Cuando Nyikang estaba trasladándose, Duwat le pidió que mirara detrás de él mientras lanzaba un bastón largo y grueso hacia su medio hermano. Con este gesto, Duwat representaba que los emigrantes no podrían volver nunca más. No obstante, Nyikang cogió el bastón y lo utilizó para plantar en sus tierras.
Después de muchos días de viaje, el grupo emigrante llegó a un territorio gobernado por Dim (Dimo), un hechicero. Nyikang se casó, y su esposa le dio un hijo llamado Dak (Daag). Los fugitivos se asentaron cerca de donde el río Sobat confluye con el Nilo Blanco, fundando el reino Xhilluk.